# Golden Tate
Pour les articles homonymes, voir Tate.
(en) Statistiques sur pro-football-reference
Golden Herman Tate III, né le 2 août 1988 à Hendersonville dans le Tennessee, est un joueur américain de football américain qui évolue en tant que wide receiver dans la National Football League (NFL).
Ayant joué au niveau universitaire avec les Fighting Irish de Notre Dame, il est sélectionné par les Seahawks de Seattle lors de la draft 2010 de la NFL. Après quatre saisons et un titre du Super Bowl avec les Seahawks, il rejoint les Lions de Détroit en 2014. Il signe avec les Giants de New York en 2019 après un bref passage avec les Eagles de Philadelphie.

## Biographie

### Carrière universitaire
Étudiant à l'Université Notre-Dame, il a joué pour l'équipe des Fighting Irish de 2007 à 2009. En plus du football américain, il a joué au baseball avec Notre Dame et a été sélectionné par les Giants de San Francisco lors de la draft amateure de 2010 de la Ligue majeure de baseball.
À sa troisième saison universitaire, il réceptionne un total de 93 passes pour 1 496 yards de gain et 15 touchdowns, en plus de marquer deux autres touchdowns par la course. Il remporte le Fred Biletnikoff Award remis au meilleur receveur universitaire en plus de figurer dans l'équipe-type All-America qui rassemble les meilleurs joueurs universitaires du pays.

### Carrière professionnelle
Il est sélectionné par les Seahawks de Seattle en 60e position, au deuxième tour, lors de la draft 2010 de la NFL.
Il devient lors de la saison 2013 une des principales cibles du quarterback Russell Wilson ainsi que le principal punt returner de l'équipe. Il remporte en fin de saison le Super Bowl XLVIII après que les Seahawks aient battu les Broncos de Denver.
Après avoir passé quatre saisons avec les Seahawks, il signe en mars 2014 avec les Lions de Détroit un contrat de 5 ans pour un montant de 31 millions de dollars. Il atteint pour la première fois de sa carrière la barre des 1 000 yards en réception à sa première saison avec les Lions, en réceptionnant pour 1 331 yards de gain sur 99 passes. Il est sélectionné au Pro Bowl pour cette saison.
Durant la saison 2018, il est échangé le 30 octobre 2018 aux Eagles de Philadelphie contre une sélection de troisième tour pour la draft de 2019.
Après la fin de la saison 2018, il signe un contrat de 4 ans avec les Giants de New York pour 37,5 millions de dollars, dont 23 millions en montant garanti. Ses débuts avec les Giants doivent toutefois se faire attendre lorsqu'il est suspendu pour les quatre premières parties de la saison 2019 pour une utilisation de substance interdite.
Il est libéré par les Giants le 4 mars 2021.

## Statistiques
| Année              | Équipe                 | MJ                 |     | Passes réceptionnées | Passes réceptionnées | Passes réceptionnées | Passes réceptionnées |       | Courses | Courses | Courses | Courses |  | Fumbles | Fumbles |
| Année              | Équipe                 | MJ                 | Nb. | Yards                | Moy.                 | TD                   | Nb.                  | Yards | Moy.    | TD      | Nb.     | Perdus  |  |         |         |
| 2010               | Seahawks de Seattle    | 11                 | 21  | 227                  | 10,8                 | 0                    | 2                    | 4     | 2       | 0       | 1       | 0       |  |         |         |
| 2011               | Seahawks de Seattle    | 16                 | 35  | 382                  | 10,9                 | 3                    | 5                    | 14    | 2,8     | 0       | 1       | 0       |  |         |         |
| 2012               | Seahawks de Seattle    | 15                 | 45  | 688                  | 15,3                 | 7                    | 3                    | 20    | 6,7     | 0       | 1       | 1       |  |         |         |
| 2013               | Seahawks de Seattle    | 16                 | 64  | 898                  | 14                   | 5                    | 3                    | 31    | 10,3    | 0       | 3       | 0       |  |         |         |
| 2014               | Lions de Détroit       | 16                 | 99  | 1 331                | 13,4                 | 4                    | 5                    | 30    | 6       | 0       | 1       | 0       |  |         |         |
| 2015               | Lions de Détroit       | 16                 | 90  | 813                  | 9                    | 6                    | 6                    | 41    | 6,8     | 0       | 1       | 1       |  |         |         |
| 2016               | Lions de Détroit       | 16                 | 91  | 1 077                | 11,8                 | 4                    | 10                   | 4     | 0,4     | 0       | 2       | 1       |  |         |         |
| 2017               | Lions de Détroit       | 16                 | 92  | 1 003                | 10,9                 | 5                    | 5                    | 22    | 4,4     | 0       | 1       | 1       |  |         |         |
| 2018               | Lions de Détroit       | 7                  | 44  | 517                  | 11,8                 | 3                    | 3                    | 42    | 14      | 0       | 1       | 0       |  |         |         |
| 2018               | Eagles de Philadelphie | 8                  | 30  | 278                  | 9,3                  | 1                    | 1                    | -8    | -8      | 0       | 2       | 0       |  |         |         |
| 2019               | Giants de New York     | 11                 | 49  | 676                  | 13,8                 | 6                    | 1                    | 16    | 16      | 0       | 1       | 1       |  |         |         |
| 2020               | Giants de New York     | 12                 | 35  | 388                  | 11,1                 | 2                    | -                    | -     | -       | -       | 0       | 0       |  |         |         |
| Totaux en carrière | Totaux en carrière     | Totaux en carrière | 695 | 8 278                | 11,9                 | 46                   | 44                   | 216   | 4,9     | 0       | 15      | 5       |  |         |         |